# Länsväg 346
Länsväg 346 är en 66,5 kilometer lång primär länsväg som går mellan Junsele och Hoting, i Västernorrlands län och Jämtlands län.
Hela sträckan är huvudled har bärighetsklass 1. Vägens bredd är mellan Junsele och norra Backe 6,6-8,9 meter och mellan norra Backe och Hoting 1,0-6,5 meter förutom sträckan förbi Flybäcken som är 6,6-8,9 meter. Beläggningen är huvudsakligen bituminös med två sträckor oljegrus – över Grytåsen mellan Jansjö och Rossön och längs Hotingssjön mellan Boviken och Valån.. Vägen är del av turistvägen Bävervägen, som ansluter söderifrån vid Backe genom Länsväg 331 och fortsätter vid vägens slut i Hoting som E45.

## Anslutningar
Vägen ansluter i ordning från sydost till nordväst till
- Riksväg 90 i centrala Junsele,
- Länsväg Y 977 vid Rötjärnmon, Junsele socken[6],
- Länsväg Y 981 vid Röåfallet, Junsele[6],
- Länsväg Y 980 vid Ysjö, Junsele[6],
- Länsväg 331 strax söder om Backe, Fjällsjö socken[7],
- Länsväg Z 986 vid Backe, Fjällsjö[7],
- Länsväg Z 984 två gånger i Backe, Fjällsjö[4],
- Länsväg Z 991 vid Öster-Jansjön, Fjällsjö[7],
- Länsväg Z 990 i Jansjö, Fjällsjö[7],
- Länsväg Z 993 i Bölen, Bodum socken[7],
- Länsväg Z 992 i Rossön, Bodum[7],
- Europaväg 45 i Hoting, Tåsjö socken.

## Historia
Före 1985 var vägen Junsele-Backe en småväg utan skyltat nummer, medan vägen Backe-Hoting var länsväg 331. Det hade varit så sedan vägnummer infördes på 1940-talet. Sträckan Junsele-Backe inklusive förbifart backe är utom närmast Junsele ombyggd på 1970-talet, medan resten går i samma sträckning som 1940-talet, även om den sannolikt är byggd på 1900-talet med tanke på bredden och att finns en parallell äldre lokal väg.